# Antarcturus pacificus
Antarcturus pacificus är en kräftdjursart som beskrevs av Gurjanova 1955. Antarcturus pacificus ingår i släktet Antarcturus och familjen Antarcturidae. Inga underarter finns listade i Catalogue of Life.